# Ochthebius crenatus
Ochthebius crenatus är en skalbaggsart som beskrevs av Hatch 1965. Ochthebius crenatus ingår i släktet Ochthebius och familjen vattenbrynsbaggar. Inga underarter finns listade i Catalogue of Life.